# Vulturnus speciosus
Vulturnus speciosus är en insektsart som beskrevs av William Lucas Distant 1912. Vulturnus speciosus ingår i släktet Vulturnus och familjen dvärgstritar. Inga underarter finns listade i Catalogue of Life.